# Une femme comme Eva
Pour plus de détails, voir Fiche technique et Distribution.
Une femme comme Eva (Een vrouw als Eva) est un film néerlandais de Nouchka van Brakel sorti en 1979.

## Synopsis
Eva, une femme mariée, quitte son mari pour vivre avec une autre femme, Liliane.

## Fiche technique
- Titre original : Een vrouw als Eva
- Titre français : Une femme comme Eva
- Titre international : A Woman Like Eve
- Réalisation : Nouchka van Brakel
- Scénario : Judith Herzberg et Nouchka van Brakel
- Photographie : Nurit Aviv
- Montage : Ine Schenkkan
- Musique : Laurens van Rooyen
- Durée : 113 minutes (1 h 53)

## Distribution
- Monique van de Ven : Eva
- Maria Schneider : Liliane
- Marijke Merckens : Sonja
- Peter Faber : Ad
- Renée Soutendijk : Sigrid
- Anna Knaup : Britta
- Mike Bendig : Sander
- Truus Dekker : Mom
- Helen van Meurs : Lawyer